# Javier Etxebarrieta Ortiz
Javier Etxebarrieta Ortiz, né à Bilbao le 14 octobre 1944 et mort le 7 juin 1968 à Beasain, plus connu sous le nom de Txabi Etxebarrieta, est un dirigeant d'Euskadi ta Askatasuna (ETA) durant les années 1960, connu pour avoir été l'auteur matériel du premier meurtre de cette organisation ainsi que le premier militant d'ETA mort dans un affrontement armé avec la Guardia Civil. C'est la raison pour laquelle il est devenu une icône dans l'environnement d'ETA et de la gauche abertzale.

## Enfance et formation
Il est né à Bilbao (Biscaye) le 14 octobre 1944. C'était le troisième de quatre frères et souffre depuis l'enfance d'une grave bronchite qui conditionna toute sa vie. Un de ses frères ainés était José Antonio Etxebarrieta, a plaidé la défense de Xabier Izko de la Iglesia dans le Procès de Burgos (1970).
Txabi Etxebarrieta obtient une licence en Sciences Économiques en 1967, dans la spécialité de l'informatique par l'Université de Bilbao (Faculté de Sarriko), où il a été un étudiant très actif.

## Veassemblée d'ETA
Cette même année il a présidé la Ve Assemblée d'ETA, qui donnera lieu à la première scission au sein de l'organisation. Dans cette assemblée, qui s'est déroulée en deux parties, ont explosé les tensions entre le courant ouvrier (communiste et plus éloigné que le nationalisme), qui en ce temps-là contrôlait la direction d'ETA à l'intérieur, et les deux autres courants, l'un nommé tiers-mondiste et celui de l'ethnicisme.
Txabi Etxebarrieta, son frère José Antonio et le navarrais José María Eskubi ont été ceux qui ont dirigé le courant interne qui a expulsé les ouvriers les plus actifs. La première partie de l'assemblée, tenue le 7 décembre 1966 à Gaztelu (Guipuscoa), a ratifié l'expulsion Patxi Iturrioz du courant "ouvriériste" décidé à l'avance par l'Exécutif (direction maximale, en exil), provoquant ainsi la scission du courant ouvriériste dans une organisation qui prendra plus tard le nom de ETA Berri (Nouvelle ETA), "Komunistak", embryon de ce qui deviendra par la suite le Mouvement Communiste d'Espagne (MCE).
Le reste des militants a été automatiquement encadré dans ce qu'on appellera comme ETA Zaharra (Vieille ETA) jusqu'à 1968, et qui deviendra de nouveau ETA tout court.
Dans la seconde partie de l'assemblée, tenue en mars 1967 dans la maison d'exercices spirituels des jésuites de Getaria (Guipuscoa), Txabi Etxebarrieta sera élu membre du Comité Central et du Comité Exécutif de l'organisation. Dans cette assemblée on a commencé, en outre, à tracer les premiers pas vers l'élaboration d'une théorie révolutionnaire propre. D'Etxebarrieta vient le concept de "peuple travailleur basque", utilisé par la gauche abertzale depuis lors. L'activité de l'organisation s'est de même divisée en quatre fronts : politique, militaire, culturel et ouvrier. Dans ce dernier Etxebarrieta aura un rôle important.
Entre autres Txabi a incorporé Mario Onaindia à ETA, comme ce dernier le rapportera dans sa biographie Una biografía sobre Mario Onaindia hasta su detención en 1969 gana el Unamuno de Ensayo en euskera

## Premier assassinat d'ETA
Le 7 juin 1968, la voiture dans laquelle voyageaient Etxebarrieta ainsi que l'activiste Iñaki Sarasketa est arrêtée à Aduna (Guipuscoa) pour un banal contrôle routier. Craignant d'être découverts, Txabi Etxebarrieta descend de la voiture et tire sur l'agent José Pardines Arcay. Ce sera le premier assassinat d'ETA (voir la note ci-dessous).
ETA n'avait pas encore pris la décision d'assassiner et pour cette raison, son compagnon ce jour-là, Iñaki Sarasketa, a manifesté des années plus tard :
(es)« Supongo que el guardia civil se dio cuenta de que la matrícula era falsa. Al menos, sospechó. Nos pidió la documentación y dio la vuelta al coche para comprobar. Txabi me dijo « Si lo descubre, lo mato »… Le contesté: « No hace falta, lo desarmamos y nos vamos »… Salimos del coche. El guardia civil nos daba la espalda. Estaba de cuclillas mirando el motor en la parte de atrás…Susurró: « Esto no coincide... ». Txabi sacó la pistola y le disparó. Cayó boca arriba. Volvió a dispararle tres o cuatro tiros más en el pecho. Fue un día aciago. Un error. Era un guardia civil anónimo, un pobre chaval. No había ninguna necesidad de que aquel hombre muriera ».
(fr)« Je Suppose que le garde civil s'est rendu compte que la plaque d'immatriculation était fausse. Au moins, il l'a soupçonné. Il nous a demandé les papiers et s'est retourné vers la voiture pour vérifier. Txabi m'a dit « S'il le découvre, je le tue »… Je lui ai répondu : « Ce n'est pas la peine, nous le désarmons et nous partons »… Nous sortons de la voiture. Le garde civil nous tournait le dos. Acroupi, il surveillait le moteur dans la partie arrière… il Susurra : « Ceci ne coïncide pas… ». Txabi a sorti le pistolet et il a tiré. Il est tombé sur le dos. Il a tiré encore trois ou quatre fois dans la poitrine. Ça a été un jour malheureux. Une erreur. C'était un pauvre type, un garde civil anonyme. Il n'y avait aucune nécessité que cet homme meure »

## La mort d'Etxebarrieta
Etxebarrieta et Sarasketa se sont enfuis s'abritant dans la maison d'un prêtre de Tolosa. Après être resté des heures cachés, ils ont décidé d'abandonner la maison paroissiale, et seront immédiatement arrêtés par des agents de la garde civile qui ne connaissaient pas encore pas leurs identités, pendant la fouille, ils n'ont pas décelé le pistolet que portait Sarasketa, mais ont trouvé celui d'Etxebarrieta. À ce moment a commencé une fusillade dans laquelle Txabi Etxebarrieta a trouvé la mort avec deux blessures par balle à la Benta Haundi de Tolosa. Iñaki Sarasketa a réussi à s'échapper de la fusillade en pointant de son arme le conducteur d'une voiture, auquel il a obligé à le transporter jusqu'à l'Église d'Errezil, où il s'abritera jusqu'au jour suivant.
Des sources proches à l'environnement etarra qualifient cette mort comme une exécution par la Garde Civile, malgré les déclarations de Sarasketa qui, au contraire, dit que :
« De la misma manera que las centraminas le habían puesto eufórico, dos horas después le hundieron en un ataque de pánico. Salimos de la casa y nos detuvo una pareja de la Guardia Civil. Los dos llevábamos una pistola en la cintura. Primero me cachearon a mí y no la notaron. Recuerdo que el guardia civil que registraba a Txabi lanzó un rugido. Y después, una escena típica del oeste, de las de a ver quién tira primero... El guardia civil disparó antes que yo y salí corriendo... No supe en ese momento que Txabi había muerto... Detuve un coche, amenacé al conductor y le obligué a que me llevara en dirección a Régil (cerca de Zarautz). Resultó ser un pariente lejano mío. Yo sabía que la pistola me delataba y pensé en tirarla. El conductor me pidió que no lo hiciera. Si nos detenían parecería más real que le estaba obligando. También se dio cuenta de que no tenía intención de hacerle daño, así que unos kilómetros más allá me pidió que bajara... Y continué andando... »
« De la même manière que les centraminas l'avait rendu euphorique, deux heures plus tard ils l'ont descendu dans une attaque de panique. Nous sortions de la maison et deux Gardes Civils nous ont arrêté. Les deux nous portions un pistolet à la ceinture. Ils m'ont d'abord fouillé mais ne me l'ont pas trouvé. Je rappelle que le garde civil qui fouillait Txabi a rugi. Et ensuite, une scène typique de l'ouest, celles de voir qui tire le premier… Le garde civil a tiré avant et je suis parti en courant… Je n'ai pas su à ce moment que Txabi était mort… J'ai arrêté une voiture, j'ai menacé le chauffeur et je l'ai obligé à ce qu'il m'emmène en direction de Erregil (près de Zarautz). C'était un parent éloigné. Je savais que le pistolet m'exposait et ai pensé le jeter. Le chauffeur m'a demandé de ne pas le faire. S'ils nous arrêtaient cela ferait plus réel que j'étais forcé. Il s'est aussi rendu compte que je n'avait pas l'intention de lui faire du mal, et des kilomètres plus loin m'a demandé de descendre… Et j'ai continué à marcher… »
Sarasketa a été postérieurement soumis à un Conseil de Guerre, le premier après la guerre de 1936, dans lequel il a été condamné à mort. Avec l'intercession devant Franco du Général des Jésuites, Père Pedro Arrupe, la peine de mort a été commuée en réclusion perpétuelle et, brutalement bastonné, retourne en prison où il passe neuf années jusqu'à l'amnistie de 1977.

## Conséquences
Après le décès de Txabi, ETA a publié des tracts avec le texte suivant :
« Ante tanto sensacionalismo y tanta información tendenciosa por parte del aparato informador fascista-capitalista, ETA sale al paso para dar a conocer en lo posible al pueblo la muerte de Xabier Etxebarrieta. Txabi Etxebarrieta fue asesinado en Tolosa, no cabe duda alguna. Los testigos presenciales, las quemaduras de la camisa y la autopsia efectuada así lo confirman. Los mantenedores del Orden Capitalista muestran sus métodos: TXABI ETXEBARRIETA fue sacado del coche y sin tan siquiera pedirle la documentación fue esposado, colocado junto a la pared y muerto de un tiro en el corazón, a quemarropa (...) »
« Devant tant de sensationnalisme et tant d'information tendancieuse par l'appareil informateur fasciste-capitaliste, ETA sort au pas pour faire connaître dans la mesure du possible au peuple le décès de Xavier Etxebarrieta. Txabi Etxebarrieta a été assassiné à Tolosa, il n'y a aucun doute. Les témoins oculaires, des brulures de la chemise et de l'autopsie effectuée le confirment. Les champions de l'Ordre Capitaliste montrent leurs méthodes : TXABI ETXEBARRIETA a été sorti de la voiture et sans lui demander la moindre documentation il a été menotté, placé face au mur et tué d'un tir dans le cœur, à bout touchant(...) »
Le 2 août, en représailles de la mort de Txabi Etxebarrieta et pour être considéré, un tortionnaire ETA a assassiné le policier Melitón Manzanas appliquant l'état d'exception en Euskadi.
Lors du dixième anniversaires des événements de la Venta Haundi, ETA a aussi assassiné le sergent Acedo Panizo, un des membres du contrôle routier dans lequel est mort Etxebarrieta.
Pendant un temps il y a eu un buste de Txabi Etxebarrieta dans la place Urretxindorra du quartier d'Otxarkoaga de Bilbao, jusqu'à ce qu'il soit retiré par la mairie en septembre 2004, à cause des protestations de divers secteurs de la société basque.[ref. requise]

## Curiosité
Natxo Etxebarrieta, le chanteur du groupe punk alavais Cicatriz était son neveu.

## Remarques
- Les condamnations à mort de six accusés n'ont pas été exécutées, mais commuées en réclusion perpétuelle. Un des condamnés à mort était Mario Onaindia, qui abandonnera plus tard l'ETA et intégrera dans le parti récemment fondé Euskadiko Ezquerra, qui a été postérieurement intégré, dans le PSE-EE.
- José Angel Pardines Arcay (Malpica de Bergantiños, 1943 - Villabona, 7 juin 1968) a été le premier garde civil espagnol assassiné par ETA[16].

### Sources et bibliographie
- (es) Cet article est partiellement ou en totalité issu de l’article de Wikipédia en espagnol intitulé « Txabi Etxebarrieta » (voir la liste des auteurs).
- (fr) Jean Chalvidant, ETA : L'enquête, éd. Cheminements, coll. « Part de Vérité », octobre 2003, 426 p. (ISBN 978-2-84478-229-8)
- (fr) Jacques Massey, ETA : Histoire secrète d'une guerre de cent ans, Paris, Flammarion, coll. « EnQuête », février 2010, 386 p. (ISBN 978-2-08-120845-2)